# Pumhart von Steyr
Le Pumhart von Steyr est un supercanon médiéval de Styrie, en Autriche, et la bombarde en fer forgé dont le calibre est le plus grand. Il pèse environ 8 tonnes et a une longueur de plus de 2,5 mètres. Il a été produit au début du XVe siècle et pouvait tirer, selon des calculs modernes, un boulet de pierre de 80 cm de diamètre, pesant 690 kg, à une distance d'environ 600 m après avoir été chargé de 15 kg de poudre à canon et installé à une élévation de 10°.  
La bombarde est aujourd'hui exposée dans une des salles d'artillerie du musée d'histoire militaire de Vienne. Elle est accessible de mars à octobre. 
Outre le Pumhart von Steyr, un certain nombre de supercanons européens du XVe siècle sont connus pour avoir été employés principalement dans la guerre de siège, dont le Mons Meg et le Dulle Griet en fer forgé ainsi que Faule Mette, Faule Grete et Grose Bochse, tous trois en bronze coulé.